# Evgueniy Alexiev
Evgueniy Alexiev (Bulgaria, 1967) es un barítono francés.

## Biografía
Nació en Bulgaria en 1967, reside en Burdeos (Francia).
Estudio en el Liceo Francés, y en el Conservatorio Superior Nacional de Música de Sofía: canto lírico e idiomas (ruso, italiano, alemán e inglés).
En febrero de 1993, Evgueniev es invitado a la Opera de Marsella para un concierto con la Asociación Del Mónaco, luego, a la ópera de Aviñón por Raymond Duffaut al Trampolín de Jóvenes Cantantes.
El mismo año, ganó el premio de ópera en el Concurso de Ales. Fue finalista del concurso de la Cámara Sindical de Directores de Teatros Franceses líricos. Antoine Bourseiller lo contrató para la producción de Don Giovanni, donde interpretó ―con Jean-Claude Malgoire― el rol de don Basilio en El Barbero de Sevilla (de Paisiello).
En 1995 integró el Centro de Formación Lírico de la ópera Nacional de París, igualmente es finalista del Concurso Internacional de canto Luciano Pavarotti en Filadelfia. Participa entonces en diferentes producciones en Francia: Eugenio Oneguin en la Ópera de Lille, La Didone de Cavalli en la Ópera Cómica, bajo la dirección de Christophe Rousset, Peleas y Mélisande en la Ópera de Nantes y El llamado del mar de Rabaud en la Ópera de Nancy bajo la dirección de Marco Foster. Es invitado a la Ópera de Praga para el papel de Ping en Turandot. En Alemania en Chiemgauer Festival, interpreta a Fígaro en El Barbero de Sevilla.
En 1998-2000, en grupo en Alemania, Evgueniy Alexiev aborda, en un repertorio muy variado roles como: Eugenio Oneguin, Don Giovanni, Marcello, El Conde y Fígaro en Las bodas de Fígaro de Mozart, Sharpless, Escamillo (Carmen), Eneas, Peter en Hansel y Gretel…
Luego, compromisos en la Ópera de Núremberg como Germont, Fígaro en Las bodas de Fígaro en la Ópera de Graz, Alberti en Robert el Diablo en Staatsoper de Berlín bajo la dirección de Marco Minkowski, Concierto de Gala en la Ópera de la Moneda con Gwyneth Jones, Paata Burchuladze, Fígaro en El barbero de Sevilla en la Ópera de Tesalónica.
Con ocasión del Año Verdi, interpreta roles como Rigoletto, Lago, Don Carlo di Vargas, Ford, Amonasro, Rodríguez en una serie de conciertos en Múnich y Berlín. Canta a Papageno (La flauta mágica) en la producción de Claude Santelli en París, Don Giovanni en la Ópera de Niza, Mercurio en El incoronazione di Poppea en Nueva York, producción de la Ópera de Ámsterdam con Pierre Audi, Shaunard en la Ópera de Lausana y en Luxemburgo, Escamillo en el Gran Estadio de Francia y en la Ópera de Toulon, Ziliante en Roland de Lully, bajo la dirección de Christophe Rousset.
En el Gran Teatro de Tours, Evgueniy hace sus principios en el repertorio verdiano (Renato, Rodríguez y Ford) bajo la dirección de Jean-Yves Ossonce. Luego, canta el papel titular de Eugenio Oneguin en la Ópera del Rin, Severa en Polyeucte de Gounod en la Explanada Opera Teatro de Saint-Étienne.
En el Festival de Drottningholm en Suecia trabajó bajo la dirección de Christophe Rousset y Pierre Audi, en el papel de Abramane en Zoroastro de Rameau, luego interpreta a Escamillo en Carmen en la Ópera de Dijon. Más recientemente, canta en La védova scaltra en Niza, Carmen (Escamillo) en San Etienne y en Tours, El país de Ropartz en el Gran Teatro de Tours, El Barbero de Sevilla en el Festival de Chartres y en Niza, Tailandia (Atanael) en la Explanada de San Etienne, Zoroastro (Abramane) en la Ópera Cómica.
Canta en julio de 2009, El Barbero de Sevilla en el Festival de Lacoste.
Próximas presentaciones: el conde di Luna en el Trovero en la Ópera Nacional de Burdeos.
En la Ópera Nacional de Montpellier, en 2004 y 2008, desempeñó el rol de Arlecchino en Vedova scaltra. René Koering lo invitó al Festival de Radio Francia y Montpellier Languedoc-Rousillon para hacer la Rita de Donizetti y Empio punito. También se lo pudo oír en El malabarista de Nuestra Señora y en Escenas de caza.

## Repertorio
- Georges Bizet: Carmen (Escamillo).
- Francesco Cavalli: La Didone (Yarba).
- Gaetano Donizetti: Rita (Gasparo); L'Elisir d'Amore (Belcore).
- Ermanno Wolf-Ferrari: La Vedova Scaltra (Arlecchino).
- Charles Gounod: Polyeucte (Sévère).
- Georg Friedrich Haendel: Ariane en Crète (Minos).
- Engelbert Humperdinck: Hänsel und Gretel (Peter).
- René Koering: Scènes de chasse (Ulysse).
- Alessandro Melani: L'empio punito (Bibi).
- Claudio Monteverdi: L'incoronazione di Poppea (Le Couronnement de Poppée en français)(Mercurio).
- Jules Massenet: Thaïs (Athanaël); Le Jongleur de Notre Dame (Le moine sculpteur).
- W. A. Mozart: Don Giovanni (Don Giovanni);Die Zauberflöte (Papageno); Le nozze di Figaro (Il Conte, Figaro).
- Giacomo Puccini: La Bohème (Marcello); Madame Butterfly (Sharpless); Turandot (Ping).
- Henry Purcell: Didon et Enée (Enée).
- Henri Rabaud: L'Appel de la mer (Bartley).
- Jean-Philippe Rameau: Zoroastre (Abramane); Platée (Cithéron, Momus).
- Guy Ropartz: Le Pays (Jörgen).
- Johann Strauss II: Die Fledermaus (en francés, La Chauve-Souris)(Falke).
- Piotr Ilich Chaikovski: Eugenio Oneguin (Eugène Oneguine).
- Giuseppe Verdi: Don Carlos (Rodrigue); Falstaff (Verdi) (Ford); Il Trovatore (Il Conte di Luna); Un baile de máscaras (Renato); La forza del destino (don Carlos di Vargas).

## Discografía
- La Vedova Scaltra, Ermanno Wolf-Ferrari,Orchestre National de Montpellier,Chef d'orchestre: Enrique Mazzola, CD (25 de octubre de 2004).
- Roland, ópera, Jean-Baptiste Lully, joué por Les Talents Lyriques, CD;Editeur: Ambroisie, AMB 9949, 2004 — coffret avec 3 CD
- Zoroastre (DVD),Pierre Audi, Opus Arte,16 de mayo de 2007
- Le Jongleur de Notre Dame, Jules Massenet (compositor), Roberto Alagna, Evgueniy Alexiev, CD(24 de agosto de 2009).
- Les Grandes Eaux Musicales De Versailles, Lully, Gluck, Rameau, Desmarest, Les Talents Lyriques, Christophe Rousset,CD (25 de marzo de 2008).
- La Esmeralda, Louise Bertin, Universal Music, 2 CD, junio de 2009